# 上田広
上田 広（うえだ ひろし、上田廣、1905年6月18日 - 1966年2月27日）は、日本の小説家。

## 経歴
千葉県長生郡豊栄村（現・長南町）生まれ。本名・浜田昇。幼少時に千葉市に移住。鉄道省教習所機械科卒業、鉄道省勤務。
1925年（大正14年）ごろ、坪田譲治らを中心とする創作朗読会に参加。1929年（昭和4年）同人誌『鍛冶場』を創刊。1934年（昭和9年）同人誌『文学建設者』に参加、筆名を「上田廣」とする。1937年（昭和12年）、保高徳蔵主宰の同人誌『文芸首都』に参加。同年、日中戦争の開戦とともに応召し戦場で小説を書き、『文芸首都』に発表した『黄塵』などで芥川賞予選候補となり、火野葦平・日比野士朗とともに「兵隊作家」と呼ばれるようになる。1939年（昭和14年）帰還し鉄道省に復職。1941年（昭和16年）鉄道省を退職し専業作家となる。同年、『指導物語』が東宝で映画化される。太平洋戦争でも従軍した。戦後も鉄道に関する著作を多く書いた。
戦後、公職追放対象となったが、1950年10月13日に解除されている。
1963年（昭和38年）1月、一宮町史編纂委員会の編纂委員長となり、翌1964年（昭和39年）3月、『一宮町史』を刊行。1964年、日本国有鉄道本社総裁室修史課嘱託となり『日本国有鉄道百年史』の編纂に当たる。1966年（昭和41年）2月、茂原市の病院で死去。
1981年（昭和56年）、一宮町の国民宿舎一宮荘（2010年閉館）前に文学碑「黄塵碑」が建立された。

## 著書
- 『現業委員会』同志文学社 1932
- 『黄塵』改造社 1938
- 『帰順』改造社 1939
- 『建設戦記 或る分隊長の手記』正続 改造社 1939-1941
- 『歩いて来た道』学芸社 1940
- 『戦場より帰りて』学芸社 1940
- 『りんふん戦話集』河出書房 1940
- 『指導物語』大観堂 1940
- 『支那の少年』大白書房 1941
- 『一帰還作家の手記』六芸社(新文化建設叢書)　1941
- 『民族の海』利根書房 1941
- 『再生記』学芸社 1941
- 『鉄道守備隊』金親清共著 金の星社 1942
- 『遺品』六芸社(帰還作家自選短篇集1) 1942
- 『離愁』博文館 1942
- 『地熱』文藝春秋社 1942
- 『ろばのいる國』學藝社(國民學校聖戰讀本)　1942
- 『沈まない軍艦』成徳書院(少国民大東亜戦記)　1943
- 『海燃ゆ』小山書店 1943
- 『樹天』中央公論社 1943
- 『鐵道部隊 少國民小説』教養社 1943
- 『緑の城 バタアン・コレヒドール戦話集』新興亜社 1944
- 『歳月』文芸春秋社 1942-1944
- 『真珠の村』増進堂 1944
- 『星章』大成出版 1944
- 『濃霧』経営評論社 1946
- 『すすめきかんしゃ』東山書房 1948
- 『風の日の娘』日東出版社 1948
- 『驀進 日本一の機関士の物語』実業之日本社 1951
- 『真説日蓮上人』奉仕会出版部 1954
- 『海底トンネル第一号』珊瑚書房 1956 改題『鉄道史伝 海峡トンネル』大正出版 1981
- 『井上勝伝』交通日本社 1956 「鉄道事始め」井上勝伝復刻委員会 1993
- 『東海道線開通』青葉書房(学級図書館)1957
- 『津軽海峡』青函船舶鉄道管理局 1957
- 『のっそり平太婿入手柄』鳥越書房 1958
- 『終着駅』穂高書房 1958
- 『原始林の野獣と共に 劉連仁日本潜伏記』穂高書房 1959
- 『青い炎 ヰタ・セクスアリス』文芸評論新社 1959
- 『消灯ラッパ 初年兵物語』小説刊行社 1960
- 『鉄道創設史伝』交通日本社 1960
- 『信虎』交通教育社 1963
- 『新橋ステーション』交通協力会 1966
- 『駅猫 鉄道推理短編集』大正出版 1980